# Авдіївська сільська рада (Сосницький район)
Авді́ївська сільська́ ра́да — адміністративно-територіальна одиниця та орган місцевого самоврядування в Сосницькому районі Чернігівської області. Адміністративний центр — село Авдіївка.

## Загальні відомості
Авдіївська сільська рада утворена у 1919 році.
- Територія ради: 77,74 км²
- Населення ради: 2 012 особи (станом на 2001 рік)

## Населені пункти
Сільській раді були підпорядковані населені пункти:
- с. Авдіївка

## Колишні населені пункти
- Лузики

## Склад ради
Рада складалася з 16 депутатів та голови.
- Голова ради: Адаменко Анатолій Миколайович
- Секретар ради: Михальченко Віра Дмитрівна

### Керівний склад попередніх скликань
| Прізвище, ім'я, по батькові   | Основні відомості                                                               | Дата обрання | Дата звільнення |
| ----------------------------- | ------------------------------------------------------------------------------- | ------------ | --------------- |
| Адаменко Анатолій Миколайович | Сільський голова, 1972 року народження, освіта середня спеціальна, безпартійний | 26.03.2006   | 31.10.2010      |
| Адаменко Анатолій Миколайович | Сільський голова, 1972 року народження, освіта середня спеціальна, безпартійний | 31.10.2010   |                 |

Примітка: таблиця складена за даними сайту Верховної Ради України

### Депутати
За результатами місцевих виборів 2010 року депутатами ради стали:

#### За суб'єктами висування
| Суб'єкт висування                 | Кількість обраних депутатів | %    |
| --------------------------------- | --------------------------- | ---- |
| Самовисування                     | 13                          | 81,3 |
| Партія регіонів                   | 2                           | 12,5 |
| Політична партія «Сильна Україна» | 1                           | 6,3  |

#### За округами
| № округу                          | Прізвище, ім'я, по батькові      | Дата визнання обраним | Освіта             | Партійна приналежність                  | Відомості про обраного депутата             |
| --------------------------------- | -------------------------------- | --------------------- | ------------------ | --------------------------------------- | ------------------------------------------- |
| Партія регіонів                   |                                  |                       |                    |                                         |                                             |
| 1                                 | Михальченко Віра Дмитрівна       | 03.11.2010            | середня спеціальна | член Партії регіонів                    | Авдіївська сільська рада, секретар          |
| 15                                | Іващенко Тетяна Миколаївна       | 03.11.2010            | середня спеціальна | член Партії регіонів                    | дільнича лікарня, молодша медична сестра    |
| Політична партія «Сильна Україна» |                                  |                       |                    |                                         |                                             |
| 12                                | Жураховська Людмила Миколаївна   | 03.11.2010            | середня спеціальна | член Політичної партії «Сильна Україна» | Авдіївська дільнича лікарня, лаборант       |
| Самовисування                     |                                  |                       |                    |                                         |                                             |
| 2                                 | Тібеж Валентина Іванівна         | 03.11.2010            | середня спеціальна | член Соціалістичної партії України      | магазин, продавець                          |
| 3                                 | Ковпинець Федір Федорович        | 03.11.2010            | середня спеціальна | член Аграрної партії України            | приватний підприємець                       |
| 4                                 | Корнієнко Ігор Григорович        | 03.11.2010            | вища               | позапартійний                           | приватний підприємець                       |
| 5                                 | Мазко Віра Дмитрівна             | 03.11.2010            | середня спеціальна | позапартійна                            | Авдіївський дитячий садок, вихователь       |
| 6                                 | Ходот Анатолій Дмитрович         | 03.11.2010            | середня            | позапартійний                           | ТОВ «Прогрес», головний агроном             |
| 7                                 | Катренко Анатолій Михайлович     | 03.11.2010            | середня спеціальна | позапартійний                           | ТОВ «Прогрес», лісник                       |
| 8                                 | Дорош Микола Миколайович         | 03.11.2010            | середня            | позапартійний                           | ТОВ «Прогрес», завідувач МТФ                |
| 9                                 | Чепурний Юрій Андрійович         | 03.11.2010            | середня            | позапартійний                           | ТОВ «Прогрес», механізатор                  |
| 10                                | Колівошко Мирослав Володимирович | 03.11.2010            | вища               | член Соціалістичної партії України      | Авдіївська дільнича лікарня, головний лікар |
| 11                                | Волошко Микола Іванович          | 03.11.2010            | середня            | член Народної партії                    | ТОВ «Прогрес», бригадир тракторного стану   |
| 13                                | Горбач Василь Іванович           | 03.11.2010            | середня            | позапартійний                           | ТОВ «Прогрес», працівник                    |
| 14                                | Грищенко Олександр Васильович    | 03.11.2010            | середня            | позапартійний                           | ТОВ «Прогрес», завідувач гаражу             |
| 16                                | Корнієнко Іван Григорович        | 03.11.2010            | середня спеціальна | позапартійний                           | ТОВ «Прогрес», лісник                       |